# Minack Theatre
El Minack Theatre (Teatro Minack en español, Gwaryjy Minack en córnico) es un teatro al aire libre construido sobre una roca de granito junto al mar en Porthcurno, Reino Unido. El teatro fue obra de Rowena Cade, hermana de la novelista británica Katharine Burdekin.
Ella, Katharine, la pareja de Katharine y la madre de ambas vivieron en una casa que compraron en Minack Point, muy cerca del teatro. 
En 1944 fue utilizado como parte del escenario de la película Love Story, mientras que en la actualidad durante la época de verano se realiza la temporada de teatro, acogiendo a muchos visitantes durante la misma.